# النزاعات البدوية السودانية
الصراعات البدوية السودانية هي صراعات بين القبائل البدوية المتناحرة اندلعت على الأراضي السودانية والجنوب سودانية منذ العام 2011م.
تعود أسباب المعارك إلى الصراع حول الموارد الشحيحة مثل أراضي الرعي والمياه الصالحة للشرب.
من ضمن القبائل المشاركة في هذه النزاعات كانت قبائل المسيرية والمعالية والرزيقات وبني حسين العربية التي تقطن دارفور وغرب كردفان ، والدينكا والنوير وشعب المورلي وهي المجموعات العرقية الأفريقية التي تقطن جنوب السودان. أيضا من أسباب الصراعات التي اشتعلت هي الحروب الكبرى الأخرى التي كانت تدور في نفس المناطق ، وخاصة الحرب الأهلية السودانية الثانية ، والحرب في دارفور، والصراع السوداني في جنوب كردفان والنيل الأزرق.
استمرت الاشتباكات بين مليشيات القبائل المتناحرة الى خسائر كبيرة في الارواح والى نزوح عدد كبير سكان تلك المناطق. حيث اندلعت احداث عنيفة في العام 1993م والتي كانت بين جيكاني نوير ولو نوير في أعالي النيل، وأخرى في 2009 وكانت بين لو نوير وشعب المورلي في جونقلي، تلتها أحداث في الأعوام 2013 و 2014 بين معاليا والرزيقات والمسيرية وسلامات وبني حسين في دارفور وغرب كردفان.

## الجدول الزمني

### 2008
في عام 2008 قتل 70 شخصاً في اشتباكات قبائل المسيرية والرزيقات.

### 2009

#### مايو
شهدت أحداث عام 2009م بين القبائل البدوية في جنوب السودان، عن مقتل حوالى 900 شخص، غالبيتهم من النساء والأطفال.
وقع صراع واسع بين قبائل المسيرية والرزيقاتبتاريخ 26 مايو 2008، حيث هاجم 2000 من خيالة الرزيقات مع 35 مركبة، هاجموا مجموعة من المسيرية بالقرب من قرية ميرام.
وعند محاولات الشرطة السودانية التدخل لانشاء منطقة عاولة تم التعرض لها من قبل 3000 من فرسان الرزيقات  مما أسفر عن مقتل 75 شرطيا 75 منهم من قبيلة الرزيقات و حوالى 89 الى 109 من المسيرية.
وعد إبراهيم محمود حمد وزير الداخلية في تلك الفترة، بأنه سوف يقوم بتقديم المسؤولين عن الصراع للعدالة واتخاذ خطوات لنزع سلاح المدنيين. وتقوم بعثة الأمم المتحدة في السودان، التي نشرت في وقت سابق من مايو/أيار 120 فرد من قوات حفظ السلام في ولاية جونقلي بتحقيق لمنع الصراع القبلي. في تلك الآونة طلبت السلطات السودانية من كلا من القبيلتين أن تبتعد 5 كيلومترات على الأقل من بعضها البعض لتجنب اندلاع القتال من جديد. بينما يبدو أن القتال في المنطقة قد هدأ ، لكن لا يزال الوضع متوترًا وهناك مخاوف بشأن الوضع الأمني في الانتخابات الوطنية العامة في فبراير.

#### يونيو
قام كمين نهر السوباط عام 2009 وهو معركة بين رجال قبيلة جيكاني النوير والجيش الشعبي لتحرير السودان الذي رافق قافلة المساعدات التابعة للأمم المتحدة في 12 يونيو 2009.

#### أغسطس
في صباح الباكر يوم 2 أغسطس / آب 2009، قُتل أكثر من 180فردًا من جماعة لو نوير ، وجُرح أكثر من 30 آخرين وتم إعلان فقدان أعداد أخرى في هجوم "جيد التنظيم والتخطيط" تم تنفيذه أثناء قيامهم بالصيد لأجل الغذاء، حيث يُزعم أنهم من مقاتلي المورلي. كما قتل أيضا أحد عشر من جنود الحماية. وكان الضحايا يبحثون عن طعام بسبب نقص غذاء حاد بعد أن تم الهجوم على المراكب التي كانت تشحن المساعدات لهم في يونيو (كمين نهر السوباط). تم تعقب القتلى حيث كان غالبيتهم من النساء والأطفال اشتبكت جثثهم في شباك الصيد في اتجاه النهر كما زعم أن عائلات بأكملها "أُبيدت"، مع الاعتقاد بارتفاع حصيلة القتلى.

### 2010

#### يناير
اشتباكات قبلية تبعت غارة على المواشي في جنوب السودان أسفرت عن قتل ما لا يقل عن 139 شخصاً في 2 يناير 2010.
استهدف مهاجون من قبيلة النوير قرية الدينكا في يوم 11 يناير / كانون الثاني 2010 ، أسفر الهجوم الوحشي عن مقتل 45 وإصابة مائة واثنين من المدنيين.

#### أبريل
على الأقل 55 شخصًا قتلوا في هجوم دار فيجنوب دارفور بين الجيش الشعبي لتحرير السودان في جنوب السودان وحزب آخر مجهول يُعتقد أنه إما من الرزيقات أو من القوات المسلحة الشعبية السودانية .

#### نوفمبر
تلقت الأمم المتحدة تقارير تفيد بوجود اشتباك بين أفراد قبيلة المسيرية مع أفراد من القوات المسلحة السودانية في منطقة جبلية غرب كاس جنوب دارفور في 9 و 10 نوفمبر 2010. نفى الجيش السوداني مشاركته في هذا القتال، لكن متحدثا باسم جبهة القوة الثورية العربية المتحدة قال إن طائرات هليكوبتر واخرى نفاثة هاجمت مواقعها مما أسفر عن مقتل سبعة مدنيين ومقاتلين اثنين.

#### ديسمبر
أوقف رجال من قبيلة المسيرية في ولاية جنوب كردفان 150 سيارة في واحتجزوا حوالى 1000 من ركابها كرهائن. حيث كان المحتجزون مسافرين من الخرطوم إلى جنوب السودان للمشاركة في استفتاء استقلال جنوب السودان المقام بتاريخ في 9 يناير 2011. وقال المسيرية أنهملن يتوقفوا عن احتجاز الرهائن حتى تدفع ولاية الوحدة في جنوب السودان أموال الدية التي وعدت بها لمقتل ثلاثة من رعاة المسيرية على يد قبائل جنوبية في وقت سابق من العام.

### 2011

#### يناير
في اشتباكات عنيفة بين المسيرية في منطقة أبيي ودينكت نقوك قُتل على الأقل 76 شخصًا بدأت في 7 يناير 2011. حيث بلغ عدد الضحايا 50 قتيلاً من المسيرية وقتل 26 من نقوك دينكا والشرطة المحلي أثناء التصويت في استفتاء استقلال جنوب السودان. اتهمت كل من حكومتا السودان وجنوب السودان الطرف الآخر بالتورط في القتال ، لكن المراقب جيمي كارتر الرئيس الأمريكي الأسبق، قال إنه يعتقد أن "القوات الوطنية في الشمال والجنوب كانت حرصت جدا على عدم حدوث الصراع".

#### فبراير
في مواجهة بين المسيرية والشرطة المحلية في توداش ، أبيي في 27 فبراير 2011 قُتل على الأقل 10 أشخاص وأصيب آخرون. الهجوم وقع في أيام الاجتماع الذي فشل في الوصول الى حل، بين زعماء المسيرية ودينكا نقوك لمناقشة تعويضات مقتل 12 من قبيلة الدينكا نقوك في هجمات يناير. حيث زعم قادة إدارة أبيي أن الرجال من القبائل تلقوا مساعدة من ميليشيات موالية للسودان. المواجهة هي عبارة عن هجومين منفصلين على مركز الشرطة في توداش في تمام الساعة 4:00 صباحا و 11:30 صباحا بالتوقيت المحلي. زعم مسؤولون بالحكومة المحلية أن الهجوم تم بأوامر من الحكومة السودانية للضغط من أجل المحادثات المقبلة بشأن مستقبل إقليم أبيي داخل السودان أو مع جنوب السودان. زعمت قبيلة المسيرية أن رجال قبائل الدينكا نقوك المسلحين متورطين وأنهم تنكروا في زي الشرطة لمنع المسيرية من نقل الماشية من المنطقة. زعمت قبيلة المسيرية أن الدينكا نقوك كانوا مدعومين من قبل الجيش الشعبي لتحرير السودان في جنوب السودان. لكن نفى الجيش الشعبي لتحرير السودان هذه المزاعم وذكر أنه ليس لديه ولا جندي واجد في الجيش الشعبي لتحرير السودان متمركزًا في محافظة أبيي.

#### مايو
في بداية شهر مايو 2011، تم قتل 68 شخصًا على الأقل في عدة غارات شنها أفراد قبيلة النوير على نقاط المياه التي تستخدمها قبيلة المورلي كما سرقوا 100 ألف رأس ماشية.

#### يونيو
قبل الاستقلال عن السودان شنت قبيلة المسيرية هجوماً على قطار كان على متنه أفراد من جيش جنوب السودان متجهين إلى منازلهم. وقعت الغارة في ميرام على بعد 50 كم جنوب موغلاد، أكدها مسئولو الأمم المتحدة. بينما نفت قبيلة المسيرية مسؤوليتها عن الاحداث وألقت باللون في هذا الهجوم على متمردي دارفور.

#### سبتمبر
أسفرت غارة على الماشية في مقاطعة مايانديت في ولاية الوحدة بجنوب السودان عن مقتل حوالي 30 شخصًا وجُرح 13 وفقد 49 اخرين. نهب قرابة 200 رجل مسلحين ببنادق AK47 وقذائف صاروخية ومدافع رشاشة 100,000 رأس من الماشية من القبيلة المحلية. حيث تمكنت قوات الشرطة من استعادة منها حوالى 600 من الماشية لكنها لم تتمكن من ملاحقة المهاجمين بسبب عددهم الكبير. المجتمع المحلي كان غاضبًا لأن حكومة جنوب السودان قامت بنزع السلاح منهم كجزء من خطتها لتقليل الهجمات، لكن هم أصبحوا عرضة لهجمات الآخرين. وزُعم أن المهاجمين كانوا يرتدون زي الجيش الشعبي لتحرير جنوب السودان.

#### اكتوبر
في أواخر أكتوبر عام 2011 وقعت اشتباكات بين فصائل أولاد سرور وأولاد هيبان من قبيلة المسيرية. وقع القتال في منطقة الفردوس جنوب كردفان في أراضي الرعي المتنازع عليها، والتي تقع على طريق الهجرة التقليدي للقبيلة. قُتل في الاشتباكات قرابة 300 شخص وجُرح على الاقل 37 شخصًا، 140 من القتلى من أولاد هيبان و 60 كانوا من أولاد سرور. وندد متحدث باسم الحركة الشعبية لتحرير السودان بالعنف وألقى اللوم على حزب المؤتمر الوطني بتدبير أعمال العنف وفشل الشرطة في التدخل.

#### نوفمبر
شهد نوفمبر بداية عودة عناصر من قبيلة الدينكا نقوك إلى أبيي بعد اندلاع العنف في المنطقة في مايو. وقال زعماء القبائل المحميين من قوات حفظ السلام الإثيوبية، إنهم كانوا من بين 150 ألف شخص أجبرتهم قوات الجيش السوداني على مغادرة المنطقة. وأبدت قبيلة دينكا نقوك الرغبة في الوجود الإثيوبي الدائم في المنطقة لضمان سلامة شعبها ووضع نهاية لتدفق رجال قبائل المسيرية إلى المنطقة. تم تقديم المساعدات من قبل برنامج الغذاء العالمي التابع للأمم المتحدة إلى 90.000 شخص في المنطقة بين شهري مايو وأغسطس 2011 .

#### ديسمبر
سلسلة من الغارات نفذتها قبيلة المورلي على النويرأسفرت عن مقتل ما لا يقل عن 37 شخصًا في الأسبوع الثاني من ديسمبر 2011. في الأسبوع التالي وقعت غارات أخرى على أشخاص يعيشون بالقرب من كابات مع حاكم ولاية جونقلي كول مانيانغ الذي قال إن "المورلي جاءوا ... قتلوا من رعاة الماشية اثنين، وجرحوا أحدهم وأخذوا الماشية". حذرت قوات حفظ السلام التابعة للأمم المتحدة من ارتفاع مستويات العنف التي تهدد دولة جنوب السودان وحثت على استئناف محادثات السلام.
قام الشباب من قبيلة لو نوير بشن هجوم انتقامي ضد المورلي في لنكوانجول، مقاطعة بيبور في تاريخ 23 ديسمبر 2011. أشارت التقارير الرسمية أن عدد القتلى بلغ 24 قتيلاً وخمسة جرحى على الأقل، بالرغم من تقدير أحد موظفي نائب الرئيس ريك مشار للعدد بـ 40 قتيلاً مبلغاً عن رؤية جثث ملقاة في شوارع المدينة. و وردت أيضا تقارير عن احراق مبان. زار مشار لينكوانجول لحث ال 9000 من قبيلة لو نوير في المنطقة على العودة إلى ديارهم ووقف هجماتهم. صرحت قبيلة لو نوير أنهم كانوا تصرفاتهم بسبب الحكومة التي فشلت في وقف العنف وعن اعتزامهم الاستيلاء على مقر مقاطعة مورلي في بيبور ونزع أسلحة القبيلة. أشارت المستشفيات لاحقا إلى أن عدد المصابين من رجال قبائل المورلي بلغ 88، لذلك أصبحت أقسام الطوارئ في مستشفى جوبا بكامل طاقتها. وهرب أكثر من 20 ألف شخص من لينكوانجول بسبب أعمال العنف.
زعمت جماعة لو نوير بأن العملية كانت ردا على هجوم قبيلة المورلي في أغسطس التي أسفرت عن مقتل 700 فرد من قبيلة النوير في مقاطعة أورور. عملية أغسطس / آب يُعتقد أنها تسببت في مقتل 861 شخصًا وحرق 8000 منزل وسرقة 38000 رأس من الماشية. تزعم جماعة لو نوير أن نية هجمات ديسمبر للعثور على 180 طفلاً من لو نوير كانت قبيلة المورلي قد اختطفتهم في أغسطس.
تفاعلت بعثة الأمم المتحدة في جنوب السودان (UNMISS) بنشر كتيبة من قوات حفظ السلام في بيبور حيث قيل إن 6000 من الشباب المسلحين كانوا متجهين لمهاجمة شعب المورلي هناك. وعبر الأمين العام للأمم المتحدة بان كي مون عن قلقه العميق بسبب الأعمال العدائية وحث على العمل على إنهاء العنف. كما نشرت حكومة جنوب السودان أيضاً كتيبة من أفراد الجيش في بيبور حيث اتخذوا مواقع لهم في ضواحي المدينة لردع أي هجوم. وقالت الأمم المتحدة إن البنية التحتية الضعيفة للمنطقة قد أعاقتها وأن وسيلة دخول بيبور الوحيدة حالياً عن طريق الجو. استغرق الأمر يومًا ونصف اليوم لنقل ناقلات جند مدرّعة إلى البلدة، حيث اضطرت قافلة من التعزيزات المرسلة بالشاحنات إلى العودة بسبب سوء حالة الطرق. تواجه الأمم المتحدة عقبات بسبب عدم وجود طائرات عسكرية مما يجبرها على الاعتماد على طائرات الهليكوبتر المدنية.
هرب عشرات الآلاف من شعب المورلي من بيبور خوفا من مزيد من العنف. وقتل أكثر من 1000 شخص في اشتباكات عرقية في المنطقة في هذه الأشهر القليلة الماضية ، حيث كان معظم ضحايا ها من النساء والأطفال. يُنظر إلى العنف كأكبر التحديات التي تواجه الاستقرار في جنوب السودان. في يوم الجمعة 30 ديسمبر، كانت مجموعة متقدمة مكونة من 500 لو نوير قد اتخذت لها مواقع في ضواحي بيبور.
في الساعة الثالثة من ظهر يوم 31 ديسمبر 2011 هاجم بين 3000-6000 من رجال اللو نوير جزءًا غير محمي من بيبور من قبل قوات حفظ السلام التابعة للأمم المتحدة. ووردت تقارير عن إضرام النيران في المنازل واحتلال جزء كبير من المدينة، بما في ذلك المطار والمستشفى الرئيسي  وأيضاً عن مقتل العشرات وتشريد 20 ألف شخص. وقيل إن قبيلة لو نوير تلاحق أعضاء المورلي الذين فروا جنوباً. ووعد جنوب السودان بإرسال مزيد من أفراد الجيش و 2000 شرطي للمدينة لتعزيز ال 800 جندي الموجودين بالفعل. صرحت منظمة أطباء بلا حدود الخيرية للرعاية الصحية عن فقدها الاتصال بـ 130 من موظفيها الذين أجبروا على الفرار إلى الغابة بسبب الهجمات. وقالت منظمة أطباء بلا حدود إن مستشفى وعيادتين توعية مع بعض تقارير الحالة تم اشعال النيران بها  مع عمليات النهب التي حدثت في منشآت المنظمة أطباء بلا حدود.

### 2012

#### يناير
قيل أن الغالبية من قوة لو نوير فد غادرت بيبور وبدأت الانتقال إلى الجنوب الشرقي مع قدوم 2 يناير2012، كما قال متحدث باسم الأمم المتحدة إنهم " بشكل شبه مؤكد كانوا يبحثون عن الماشية ". الأمم المتحدة صرخت أنها سيطرت على الجزء الرئيسي من مدينة بيبور جنبا إلى جنب مع قوات جيش جنوب السودان، لكن تم اجتياح عيادة أطباء بلا حدود. أيضاً قال جيش جنوب السودان أنه استعاد السيطرة الكاملة على بيبور في 3 يناير.
في 3 يناير 2012 ، قالت لجنة السلام والمصالحة في جنوب السودان إأن الهجوم على بيبور أسفر عن مقتل 150 شخصا على الأقل. ممثلو شعب المورلي زعموا أن بعض الفارين من بيبور قد تم تعقبهم وقتلهم بالقرب من نهر كينجن ، جنوب شرقي المدينة. قالوا إن النساء والأطفال تم قُتلهم هناك وبعضهم غرق في النهر أثناء محاولتهم الفرار. تلقت الأمم المتحدة وجيش جنوب السودان في 3 يناير 2012، انتقادات بسبب فشلهم في حماية المدنيين في بيبور، وأن قواتهم اقتصرت على حماية المباني الحكومية.
أعلن مجلس وزراء جنوب السودان بتاريخ 5 يناير 2012، بقيادة الرئيس سلفا كير ميارديت، أن ولاية جونقلي هي منطقة كوارث إنسانية.
سلسلة من الهجمات الانتقامية نفذت من رجال قبائل المورلي والتي نتج عنها مقتل 24 شخصًا في مقاطعة أكوبو في 8 يناير 2012؛ حيث قُتل 8 أشخاص في بادوي في 10 يناير 2012 وقتل 57 شخصًا وجرح 53 وسُرقت ماشية في هجمات على ثلاث من قرى لو نوير في شمال جونقلي في 11 يناير 2012. بحلول 22 يناير / كانون الثاني 2012 ، كان قد قُدر أن حوالي 3000 شخص فقدوا حياتهم في القتال منذ ديسمبر/كانون الأول 2011.

#### مارس
أعلنت الحكومة جنوب السودانية في 1 مارس 2012 استعادتها السيطرة الكاملة على بيبور من القوات القبلية وأمرت بقية رجال قبائل لو نوير بالرجوع إلى ديارهم. في 9 مارس 2012 ، زُعم أن رجال قبائل المورلي قد أحكموا السيطرة على عدد من مخيمات وقرى لو نوير في مقاطعة أكوبو في جونقلي وأصابوا مئات الأشخاص، بالرغم من حملة شنها الجيش الشعبي لتحرير السودان بواسطة 12000 جندي لنزع السلاح من المدنيين في المنطقة. القتال تسبب في مقتل ما لا يقل عن 200 وفاة وحدث في منطقة يتعذر الوصول إليها بالطريق البري لقوات الأمن في جنوب السودان ، المورلي يصلونها عبر إثيوبيا المجاورة.

### 2013

#### يناير

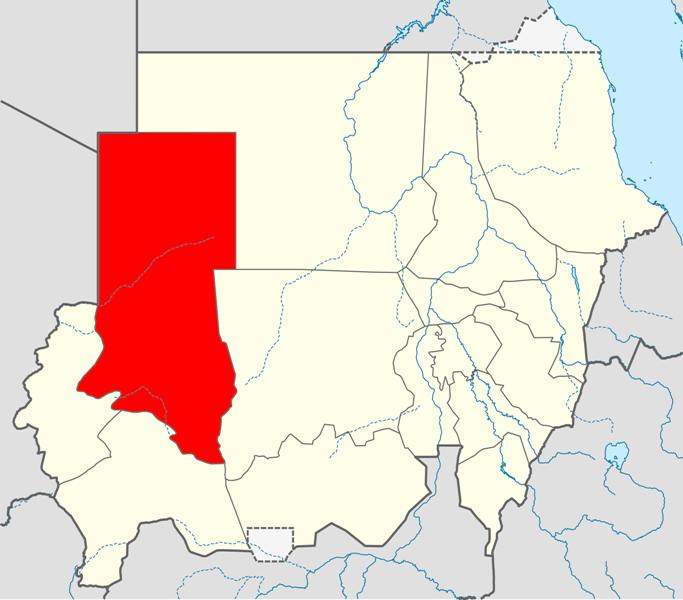
موقع شمال دارفور في السودان

القتال بين القبائل في دارفور اندلع في يناير 2013 بعد انهيار القانون والنظام بسبب تمرد بعض القبائل ضد الحكومة التي يترأسها المؤتمر الوطني . كانت السيطرة على منجم ذهب جبل عامر في السريف بشمال دارفور هدفًا رئيسيًا لأبناء قبيلتي بني حسين والرزيقات المتنافستين. بعض رجال القبائل كانوا قد قاتلوا سابقاً لصالح الحكومة وكانوا مسلحين من قبلهم، ولا يزال بعض رجال القبائل يتحصلون على رواتب من الحكومة. وقدرت الأمم المتحدة وفاة أكثر من 100 حالة وتشريد 100000 شخص. اتفاق وقف لإطلاق النار تم الوصول إليه بحلول نهاية الشهر.

#### فبراير
في 8 فبراير 2013 ، شن رجال قبائل المورلي هجوماً على قافلة من عائلات قبيلة لو نوير المنافسة مما لأدى إلى أكثر من 103 قتيلاً معظمهم من النساء والأطفال، في ولاية جونقلي - وعليه تم إدراج عدد من النساء والأطفال في عداد المفقودين. كان هذا أسوأ أعمال العنف القبلية في ولاية جونقلي منذ اشتباكات 2011 على الماشية والتي أسفرت عن أكثر من 900 قتيل. والمهاجمون مرتبطون بزعيم المورلي ديفيد ياو ياو. وكان 14 قتيلاً من جنود جنوب السودان الذين كانوا مرافقين للقافلة. اللجنة الدولية للصليب الأحمر أرسلت فريقًا طبيًا للمساعدة في علاج الجرحى.

### 2014

#### شهر نوفمبر
قُتل على الأقل 133 شخصًا وجُرح 100 ، بعد اشتباكات بين مجموعتي أولاد عمران والزيود من قبيلة المسيرية منطقة كواك بولاية غرب كردفان بالسودان.

### 2016

#### أبريل
وفقًا لحكومة إثيوبيا، ازداد عدد القتلى من الغارة التي نفذها مهاجمون من جنوب السودان عبر الحدود في منطقة غامبيلا في 15 أبريل 2016 إلى 208 من اليوم السابق الذي قتل به 140، واختطاف اكثر من 108 طفل وأيضا سرقت 2000 رأس من الماشية في هذه العملية. القوات الإثيوبية قتلت 60 من المهاجمين وقالت إذا لزم الأمر فإنها ستعبر الحدود إلى جنوب السودان لملاحقة المهاجمين. ألقى مسؤولون إثيوبيون باللائمة على رجال قبائل المورلي ساكني منطقة جونقلي على الحدود الإثيوبية الذين نفذوا سلسلة من الهجمات لسرقة الماشية وخطف الأطفال من القرى الإثيوبية. غارة 15 أبريل 2016 استهدفت قبيلة النوير التي تعيش على الجانبين من الحدود.

### 2017

#### مارس
قال مسؤول إثيوبي غن مقتل 28 شخصًا واختطاف 43 طفلاً من قبل أفراد مسلحين من قبيلة المورلي بين 10 و 12 مارس 2017 قريبا من حدود بين منطقة غامبيلا في إثيوبيا مع جنوب السودان. وقال أيضا أن منفذي الهجوم كانوا أكثر من 1000 من أفراد قبائل المورلي.

### 2020
المقالة الرئيسية هجمات دارفور 2020

### 2022

#### اكتوبر
أحداث قتال قبلية عنيفة في جنوب السودان أسفرت عن مقتل 220 شخصًا بين 19 أكتوبر و 24 أكتوبر 

## أنظر أيضا
- الحرب الأهلية السودانية الثانية
- العنف العرقي في جنوب السودان
- الصراعات بين الرعاة والمزارعين في نيجيريا
- اشتباكات الأورومو الصومالية